# Tlamanca de Hernández
Tlamanca de Hernández är en ort i Mexiko.   Den ligger i kommunen Tepetzintla och delstaten Puebla, i den sydöstra delen av landet, 150 km öster om huvudstaden Mexico City. Tlamanca de Hernández ligger 1 413 meter över havet och antalet invånare är 1 937.
Terrängen runt Tlamanca de Hernández är bergig åt sydost, men åt nordväst är den kuperad. Runt Tlamanca de Hernández är det ganska tätbefolkat, med 199 invånare per kvadratkilometer. Närmaste större samhälle är Zacatlán, 15,4 km väster om Tlamanca de Hernández. I omgivningarna runt Tlamanca de Hernández växer i huvudsak städsegrön lövskog.